# Гјоџи Мацумото
Гјоџи Мацумото (јап. 松本 暁司; 13. август 1934 — 2. септембар 2019) био је јапански фудбалер.

## Каријера
Током каријере играо је за Ураву.

## Репрезентација
За репрезентацију Јапана дебитовао је 1958. године.

## Статистика
| Јапан  | Јапан | Јапан |
| Год.   | Ута.  | Гол.  |
| ------ | ----- | ----- |
| 1958   | 1     | 0     |
| Укупно | 1     | 0     |